# البوعساف (بلدة)

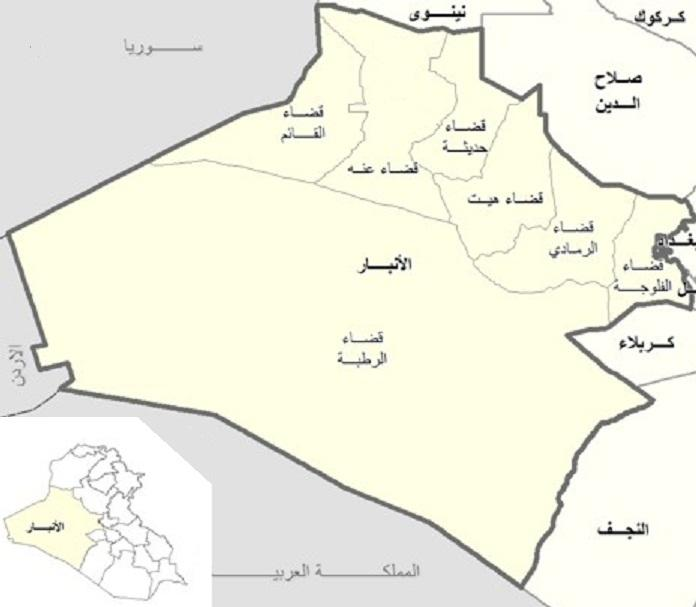
محافظة الأنبار

البوعساف هي بلدة عراقية تقع في الأنبار بين مدينة الرمادي وهيت. منطقة بالأنبار تسمى البوعساف وتقع في جزيرة الرمادي (الجزيرة). سميت بهاذا الاسم نسبة إلى قبيلة البوعساف الذين كانو ولازالو بها 